# ソフトボイルド
ソフトボイルドとは、日本の表現者団体である。

## 概要
「ハードボイルドな世の中だけど、みんなで楽しく面白いことやろーぜ!!」をモットーに舞台、演劇活動を行うクリエイティブユニット（表現者団体）である。

## メンバー
- 高田舟
- 加藤光大
- 樹くるみ
- 大橋篤

## 公演作品
| タイトル | 開催月日         | 会場                                | 公演数 | キャスト | 備考                                          |
| 2021年 | 2021年           | 2021年                              | 2021年 | 2021年 | 2021年                                        |
| --- | ---------------- | ----------------------------------- | ------ | --- | --------------------------------------------- |
| ［Soft Boiled Theater-1］クリエイティブユニット【ソフトボイルド】 『タンブル・アンヘルズ』                           | 2月18日 - 21日   | シアターグリーン BOX in BOX THEATER | 7      | 高田舟、加藤光大、榎本くるみ、長澤茉里奈、神越将、松村芽久未、立花咲希、副島美咲、野間理孔、和久井大城、大橋篤、細井翔吾、鈴原紗央、大澤萌々、日向大輔、真野拓実 | 脚本：細川博司 演出：榎本くるみ               |
| ［Soft Boiled Theater-2］クリエイティブユニット【ソフトボイルド】 『ミッション・イン東京物語』                       | 6月23日 - 27日   | CBGKシブゲキ!!                      | 9      | 大橋篤、上田操、加藤健、 春咲暖、柳瀬晴日、宮島小百合、新田湖子、立花咲希、副島美咲、副島和樹、渡邉響、花塚廉太郎、岡本侑樹、祐楽、福原英樹、岡本芽子、大澤実環、都筑あやめ、星乃彩月、細井翔吾、大澤萌々、桑田裕介、高田舟、加藤光大、榎本くるみ ゲスト: 星希成奏、田口華、広瀬彩海、安齋由香里、飛葉大樹 | 脚本： 加藤光大 演出： 榎本くるみ             |
| ［Soft Boiled Theater-3］クリエイティブユニット【ソフトボイルド】 『ゴールデン街の片隅で』                           | 8月18日 - 22日   | シアターサンモール                  | 9      | 高田舟、髙橋果鈴、加藤光大、國島直希、奥井那我人、松岡ななせ、石丸千賀、堤雪菜、副島和樹、花塚廉太郎、永島龍之介、徳井太一、祐楽、岡本尚子、中江早紀、大薮未来、松井南波、眞砂佳奈子、夏葵、細井翔吾、大澤萌々、桑田裕介、榎本くるみ、大橋篤、田中尚輝 ゲスト: 浜浦彩乃、山下まみ、広瀬彩海、二瓶有加、工藤ひなき                                                                                             | 脚本： 池浦さだ夢 演出： 榎本くるみ           |
| ［Soft Boiled Theater-4］クリエイティブユニット【ソフトボイルド】『カルテットルーム』                                | 10月20日 - 24日  | 中目黒キンケロ・シアター            | 10     | 高田舟、加藤光大、樹くるみ、大橋篤 ［ルーム1］ 石原美沙紀、林千浪、舞川みやこ、髙橋果鈴、田口華、花塚廉太郎、工藤ひなき、徳井太一、石丸千賀、夏野香波 ［ルーム2］ 広瀬彩海、松岡ななせ、二瓶有加、岡本尚子、葉山侑樹、松井南波、大澤萌々、國島直希、堤雪菜、一寺美穂 永野愛理、広沢麻衣、 柳瀬晴日 | 脚本・演出・総監督： 加藤光大                 |
| ［Soft Boiled Theater-5］クリエイティブユニット【ソフトボイルド】 『和道ノ阿修羅』                                   | 12月10日 - 12日  | 京都劇場                            | 6      | 〈阿修羅ノ国編〉 高田舟、西本りみ、皆木一舞、國島直希、加藤健、永野愛理、星希成奏、二瓶有加、堀内まり菜、吉武千颯、石丸千賀、三原大樹、徳井太一、新谷聖司、矢野たけし、内田健太 〈和道ノ国編〉 白柏寿大、浜浦彩乃、田口涼、石原美沙紀、林千浪、松岡ななせ、柳瀬晴日、大澤萌々、花塚廉太郎、白石康介、内田隼人、細井翔吾、桑田裕介 〈殺陣衆〉日野龍一、佐藤直彰、狐塚祐紀、荒井亮汰 加藤光大、樹くるみ、大橋篤 | 脚本・演出： 加藤光大                         |
| 2022年 |                  |                                     |        | |                                               |
| ［Soft Boiled Theater-6］クリエイティブユニット【ソフトボイルド】 『戦国送球〜バトルボールズ〜』                     | 2月23日 - 27日   | CBGKシブゲキ!!                      | 8      | 前田隆太朗、西本りみ、高田舟、國島直希、松本旭平、神越将、宮沢小春、広瀬彩海、築田行子、副島和樹、藤林泰也、中西智也、花塚廉太郎、瀬川拓人、草場愛、福元あかり、大澤萌々、桐田伶音、乙木勇人、足利至、岡田涼、桑田裕介、吉田翔吾、加藤光大、樹くるみ、大橋篤 ゲスト: 釣本南、森田桐矢、吉田知央、福原英樹 | 脚本・演出：加藤光大 ハンドボール指導：高田舟 |
| ［Soft Boiled Theater-7］クリエイティブユニット【ソフトボイルド】 『戦国送球〜バトルボールズ〜第二次真田合戦』       | 4月6日 - 10日    | シアター1010                        | 8      | 宮里ソル、西本りみ、高田舟、神越将、末吉咲子、広瀬彩海、朝日花奈、龍人、福井大輔、河合健太郎、副島和樹、松波優輝、中西智也、後藤恭路、花塚廉太郎、きたつとむ、飯泉遥斗、結城美優、大澤萌々、桐田伶音、内田隼人、福元あかり、乙木勇人、桑田裕介、佐藤直彰、長瀬弘明、夏河京平、甲斐楓登、草地稜之、吉田翔吾、加藤光大、樹くるみ、大橋篤 ゲスト: 綾介(CUBERS)、春斗(CUBERS)、國島直希、伊藤節生                 | 脚本・演出：加藤光大 ハンドボール指導：高田舟 |
| クリエイティブユニット【ソフトボイルド】 新企画パフォーマンスショー『ソフボ－殺陣祭り－』                            | 4月29日 - 5月1日 | 池袋シアターグリーン BASE THEATER   | 7      | 高田舟、加藤光大、樹くるみ、大橋篤 ゲスト: 前田隆太朗、西本りみ、河合健太郎、広瀬ゆうき、後藤萌咲、花塚廉太郎、田中海凪、中山碧瞳、大澤萌々、福元あかり 〈殺陣衆〉桑田裕介、日野龍一、とよた慶樹、池乗龍二 | 構成・殺陣師：加藤光大                        |
| ［Soft Boiled Theater-8］クリエイティブユニット【ソフトボイルド】 『戦国送球〜バトルボールズ外伝〜天上天下唯我独尊』 | 6月22日 - 26日   | シアターサンモール                  | 8      | 前田隆太朗、日永麗、高田舟、湯本健一、東拓海、福井大輔、河合健太郎、渡邉響、森田力斗、きたつとむ、藤林泰也、三橋かおる、花塚廉太郎、清水田龍、桑田裕介、石原美沙紀、片瀬成美、白河みずな、有沢澪風、優莉奈、大澤萌々、加藤光大、樹くるみ、大橋篤 ゲスト: 龍人、広瀬彩海、縣豪紀 | 脚本・演出：加藤光大 ハンドボール指導：高田舟 |
| ［Soft Boiled Theater-9］クリエイティブユニット【ソフトボイルド】 朗読劇『小生とアトムの世界列車』                   | 8月5日 - 7日     | アトリエファンファーレ高円寺        | 7      | 宮﨑雅也、小山百代、日永麗、縣豪紀、湯本健一、龍人、駒形友梨、角元明日香、白河みずな、大澤萌々、高田舟、加藤光大、樹くるみ、大橋篤 | 脚本：桐山瑛裕 演出：樹くるみ                 |
| ［Soft Boiled Theater-10］クリエイティブユニット【ソフトボイルド】 朗読劇『人生一度だけの魔法』                      | 11月3日 - 6日    | 池袋シアターグリーン BASE THEATER   | 9      | 高田舟、西本りみ、秋谷啓斗、皆木一舞、福井大輔、駒形友梨、小峯愛未、工藤ひなき、白河みずな、とよたかなみ、大澤萌々、加藤光大、樹くるみ、大橋篤 | 脚本：前田直紀 演出：樹くるみ                 |
| ［Soft Boiled Theater-11］クリエイティブユニット【ソフトボイルド】 朗読劇『名もなき士』                              | 12月8日 - 11日   | 参宮橋トランスミッション            | 9      | 小笠原仁、工藤大夢、安齋由香里、後藤萌咲、根本京里、優樹、鈴原紗央、大澤萌々、生田輝、高田舟、加藤光大、樹くるみ、大橋篤 | 脚本：前田直紀 演出：樹くるみ                 |
| 2023年 |                  |                                     |        | |                                               |
| ［Soft Boiled Theater-12］クリエイティブユニット【ソフトボイルド】 朗読劇『イヤホン』                                | 2月3日 - 5日     | 参宮橋トランスミッション            | 7      | 河合健太郎、佐藤舞、 龍人、栗原大河、白石真菜、白河みずな、大澤萌々、高田舟、加藤光大、樹くるみ、大橋篤 | 脚本：島根定義 演出：樹くるみ                 |
| ［Soft Boiled Theater-13］クリエイティブユニット【ソフトボイルド】 『戦国送球〜バトルボールズ〜大阪冬の陣』          | 3月29日 - 4月2日 | シアター1010                        | 8      | 前田隆太朗、西本りみ、長野凌大、二葉勇、二葉要、武藤潤、春斗(CUBERS)、河合健太郎、副島和樹、三橋かおる、安孫子宏輔、渡邉響、成瀬敦志、古田伊吹、森下紫温、足利至、日野龍一、髙木悠慎、砂崎拓也、石原美沙紀、広瀬彩海、日永麗、一本鎗希華、黒崎澪、大澤萌々、福元あかり、中山優貴、高田舟、加藤光大、樹くるみ、大橋篤                                                                                          | 脚本・演出：加藤光大 ハンドボール指導：高田舟 |
| 2024年 |                  |                                     |        | |                                               |
| ［Soft Boiled Theater-14］クリエイティブユニット【ソフトボイルド】 『夜明』                                          | 2月29日 - 3月3日 | シアターグリーン BIG TREE THEATER   | 7      | 加藤光大、飯塚麻結、立仙愛理、小坂涼太郎、伊藤昌弘、真野拓実、河合健太郎、蔵田尚樹、弦間哲心、瀬川拓人、石沢瑠架、中藤充紀、赤羽しゅんた、橋爪亮磨、石原美沙紀、熊沢世莉奈、脇あかり、大澤萌々、古仲可奈、真宮涼、前田直紀、上田悠介、鷲尾修斗、高田舟、樹くるみ、大橋篤 〈殺陣衆〉戸田一総、大谷壮優、髙木悠慎、加藤匠悟 ゲスト: 末吉咲子、篠原望、鷹村彩花                                                  | 脚本・演出：前田直紀                          |

## イベント

### 『ソフトボイルド後夜祭』
- 『ソフトボイルド後夜祭』タンブル・アンヘルズ（2021年2月21日、casuarise 東池袋）
- 『ソフトボイルド後夜祭』ミッション・イン東京物語（2021年6月27日、レンタルスペース JISOU）
- 『ソフトボイルド後夜祭』ゴールデン街の片隅で（2021年8月22日、ふれあい貸し会議室 新宿セイコー）
- 『ソフトボイルド後夜祭』カルテットルーム（2021年10月24日、スペースマーケット会議室 渋谷宮益坂店 3A）
- 『ソフトボイルド後夜祭』和道ノ阿修羅（2021年12月12日、お気軽会議室 京都四条）
- 『ソフトボイルド後夜祭』戦国送球 〜バトルボールズ〜（2022年2月27日、レンタルスペース JISOU）
- 『ソフトボイルド後夜祭』戦国送球 〜バトルボールズ〜 第二次真田合戦（2022年4月10日、シアター1010ギャラリーB）
- 『ソフトボイルド後夜祭』戦国送球 〜バトルボールズ外伝〜 天上天下唯我独尊（2022年6月26日、新宿KSビル3F）
- 『ソフトボイルド後夜祭』戦国送球 〜バトルボールズ〜大阪冬の陣（2023年4月2日、シアター1010ギャラリーB）
- 『ソフトボイルド後夜祭』夜明（2024年3月3日、Mace池袋）

### 『ソフボ祭』
- 『ソフボ祭Vol.1』燃やせ俺たちの演劇魂 〜舞台上で決闘しようぜ？〜（2021年7月8日、池袋LIVE INN ROSA）
- 『ソフボ祭Vol.2』燃やせ俺たちの芝居人生 〜クリエイティブユニットの正体明かすぜ？〜（2021年7月29日、池尻大橋『#chord_』）
- 『ソフボ祭Vol.3』〜ゴールデン街の片隅で〜（2021年9月3日・4日、ライブハウス SHIBUYA TAKE OFF 7）
- 『ソフボ祭Vol.4』輝け沖縄の一番星 〜高田舟29歳お誕生日会〜（2021年9月14日、ライブハウス SHIBUYA TAKE OFF 7）
- 『ソフボ祭Vol.5』カルテットルーム（2021年11月3日、ライブハウス SHIBUYA TAKE OFF 7）
- 『ソフボ祭Vol.6』〜和道ノ阿修羅〜（2021年12月16日、ライブハウス SHIBUYA TAKE OFF 7）
- 『ソフボ祭Vol.7』〜ソフトボイルド結成1周年 -2021年感謝祭-〜（2021年12月31日、新中野ワニズホール）
- 『ソフボ祭Vol.8』終わらせてやるよ、俺のブラックアウトで‼︎…何っ?! 〜大橋篤29歳お誕生日会〜（2022年1月29日、池尻大橋『#chord_』）
- 『ソフボ祭Vol.9』戦国送球 〜バトルボールズ〜（2022年3月5日、ライブハウス SHIBUYA TAKE OFF 7）
- 『ソフボ祭Vol.10』戦国送球 〜バトルボールズ〜 第二次真田合戦（2022年4月16日、ライブハウス SHIBUYA TAKE OFF 7）
- 『ソフボ祭Vol.11』戦国送球 〜バトルボールズ外伝〜 天上天下唯我独尊（2022年7月3日、ライブハウス SHIBUYA TAKE OFF 7）
- 『ソフボ祭Vol.12』朗読劇 人生一度だけの魔法（2022年11月12日、池尻大橋『#chord_』）
- 『ソフボ祭Vol.13』ソフボ結成２周年記念イベント！〜「ハードボイルドな世の中だけど、みんなで楽しく面白いことやろーぜ!!」をモットーに舞台、演劇活動を行うクリエイティブユニット（表現者団体）である。by Wikipedia〜（2023年1月6日・8日、ライブハウス SHIBUYA TAKE OFF 7）
- 『ソフボ祭Vol.14』戦国送球〜バトルボールズ〜大阪冬の陣（2023年4月8日、ライブハウス SHIBUYA TAKE OFF 7）
- 『ソフボ祭Vol.15』燃やせ俺たちの芝居人生 part-2〜全ソフトボーラーが泣いたあの名作がついに完結、涙なしにこの感動は語れない〜（2023年6月17日、池尻大橋『#chord_）
- 『ソフボ祭Vol.16』夜明 〜 アフタートークショーイベント（2024年3月10日、恵比寿ガーデンプレイス13F）